# 武山百合子
武山 百合子（たけやま ゆりこ、旧姓:中田、1947年9月5日 - ）は、日本の政治家。元衆議院議員（4期）。埼玉県春日部市出身。

## 経歴・人物像
埼玉県立春日部女子高等学校、中央大学文学部卒。同学事務職員を経て武山彰吾（現:東京都倫理法人会研修委員長）と結婚し、1973年渡米。邦人子女塾講師、駐米邦人会職員等を務める。
1992年に帰国、翌1993年に旧埼玉4区から日本新党公認で第40回衆議院議員総選挙に出馬し、初当選。1994年12月、新進党結党に参加。
1996年の1月2日、米国滞在中に夫とともに雪道で交通事故に遭う。夫は軽症であったが、武山は心臓近くの動脈を切る重傷を負い、7時間に及ぶ手術を受けた。事故から２週間後に退院し、1ヵ月後に車椅子で日本に帰国した。
1996年の第41回衆議院議員総選挙では、当時の埼玉県知事・土屋義彦の次女土屋品子が無所属で立候補することを表明したため、新進党が土屋に配慮し、武山の地元埼玉13区への公認候補者擁立を見送ったことから小選挙区立候補はせず、比例北関東ブロックに立候補（名簿第6位）し再選（当選者は6位まで）。衆議院環境委員会理事、国会等の移転に関する特別委員等を務める。
1998年の新進党解党後は小沢一郎と行動を共にし、自由党に加わる。衆議院厚生委員、自由党埼玉県連会長等歴任。
2000年の第42回衆議院議員総選挙では土屋品子が無所属の会公認候補として出馬したため対立候補として埼玉13区から自由党公認で出馬するも敗れ、比例復活当選。衆議院文部科学委員会理事、衆議院憲法調査会、党広報委員長・党代議士会副会長など歴任。
2003年、民主党に合流し、同年の第43回衆議院議員総選挙には民主党公認で埼玉13区から出馬。父・土屋義彦のスキャンダルの渦中にあった土屋品子に約500票差まで肉迫したものの、再び惜敗し、比例復活当選。衆議院青少年問題に関する特別委員長、沖縄及び北方問題に関する特別委員会理事、党中央代表選挙管理委員、党常任幹事など歴任。
2005年の第44回衆議院議員総選挙では、小泉郵政改革ブームに埋没。比例復活ならず落選した。
2008年10月27日、民主党が新人候補を擁立した事に反発し、無所属で立候補することを表明。
翌2009年8月30日執行の第45回衆議院議員総選挙では「自公政権打倒」「政権交代」などを掲げていたものの、無所属での立候補に加え、民主党に追い風が吹いていたため苦戦を強いられ落選した。この選挙において運動員4人に報酬を支払った公職選挙法違反で2010年2月2日に懲役1年6ヶ月、執行猶予5年の判決を受けた。武山は被告人質問の場で政界を引退する意向を表明した。
政界引退後は2011年にNPO法人「国際親善交流協会Friends Global」を設立し理事長に就任している。

## 政策
- 2002年、小宮山洋子の呼びかけに応じ、武見敬三、江田五月、松あきら、岩佐恵美、山口わか子、東門美津子、鶴保庸介らとともに禁煙推進議員連盟を結成した。
- 2003年、静岡空港建設反対の国会議員署名活動で署名者に加わっている[4]。
- 人権擁護や女性の地位向上、世界平和のために活動を行なう、職業を持つ女性による世界的慈善団体の国際ソロプチミストのメンバー。2005年5月12日には、国際ソロプチミスト東京―小金井会のメンバーらとともに、台湾駐日外交官夫人からなるフォルモサ婦人会の招きで、「外から見た日本」をと題した講演を台北経済文化代表処代表官邸で行なった。
- 選択的夫婦別姓制度導入に賛同する。2000年には、武山ら超党派女性国会議員50名が、夫婦別姓選択制を求めて当時の森総理に申し入れを行った。申し入れでは、「とくに若い世代では、夫婦別姓選択制を望む声が高まっています。政府には、世論を喚起するなど、夫婦別姓選択制を導入するための努力を望む」としている[5]。
- 米国で暮らしていた経験がある事や、交通事故に遭い大怪我をした経験をした事から日米の医療格差や医療問題に関して力を入れていた。また、医療問題を取材した著書がある。

## 旧統一教会との関わり
政界引退後の2020年2月に旧統一教会(現在の名称は世界平和統一家庭連合)が韓国で開催したイベントに出席し、代表の韓鶴子に対して頭を下げて挨拶をして、梶栗正義国際勝共連合会長・UPF会長とともに「真の父母」への供物を納めている姿が報道された。

## 著作
- 『救える生命たち－日米の医療の格差を訴える！－』オークラ出版、2002年9月。
- 『よみがえったいのち－親子で考える日本の臓器移植のすがた－』はる書房、1995年4月。